# بورتو كورتيس
بورتو كورتيس (بالإنجليزية: Puerto Cortés)‏ هي مدينة، تتبع إدارة كورتيس، بلغ عدد سكانها 200000 نسمة، تبلغ مساحتها 383 كيلومتر مربع.

## أعلام
- إدغار ألفاريز
- خوليو سيزار دي ليون
- نيلسون لاريوس
- ويليام تشونغ وونغ
- إلفيس سكوت